# Friuli Isonzo
Friuli Isonzo o Isonzo del Friuli è una denominazione di origine controllata assegnata ad alcuni vini prodotti nel Friuli-Venezia Giulia. È stata istituita nel 1975 in concomitanza con Friuli Grave e Friuli Aquileia.
Il territorio coinvolto comprende la provincia di Gorizia centrale e sud-occidentale.
La gestione della DOC è affidata al Consorzio di Tutela Vini DOC Friuli Isonzo con sede a Cormons.